# Fabio Fanuli
Fabio Fanuli (Grottaglie, 10 febbraio 1985) è un ex pallavolista italiano, di ruolo libero.

## Carriera sportiva
Dopo aver lasciato la pallacanestro, inizia la sua attività pallavolistica nella Futura Volley Grottaglie, nel 1997. In realtà il giocatore nasce come schiacciatore, ma alcuni problemi fisici lo hanno costretto prima al ruolo di palleggiatore e poi successivamente al ruolo di libero.
Nella stagione 1998-99 viene chiamato nelle giovanili della Magna Grecia Volley di Taranto. La stagione successiva viene promosso in prima squadra, militante nella Serie A2, dove vince il campionato. Nella stagione 2000-01 viene ceduto in prestito alla New Time Putignano, per poi ritornare in prima squadra nella stagione 2001-02, a metà della quale viene ceduto in prestito alla Polisportiva 2000 Volley Ostuni, società satellite del club ionico. Successivamente avviene il passaggio all'Associazione Sportiva Volley Lube di Macerata, dove gioca come palleggiatore nelle giovanili. Dall'estate del 2003, in cui disputa con la nazionale italiana Under-21 il mondiale di categoria, passa definitivamente al ruolo di libero.
Dopo cinque annate in Serie B1, durante le quali ottiene una promozione in Serie A2 con il Volley Cavriago, nella stagione 2008-09 viene ingaggiato per due anni dall'Umbria Volley, come vice di Damiano Pippi. Nella stagione successiva arriva il primo trofeo, la Challenge Cup.
Passa poi alla Callipo Sport, dove gioca da titolare per due stagioni. Dopo un'annata in categorie inferiori torna in Serie A1 nella Sir Safety Perugia, dove rimane per tre stagioni consecutive disputando la CEV Champions League, la Coppa CEV, due finali scudetto e una finale di Coppa Italia.
Nella stagione 2016-17 viene ingaggiato dalla Top Volley di Latina mentre nella stagione successiva si accasa al Powervolley Milano, sempre in massima categoria. Per il campionato 2018-19 veste la maglia della neonata You Energy di Piacenza, in Serie A2 con cui si aggiudica la Coppa Italia di categoria e ottiene la promozione in Superlega, a cui partecipa a partire dall'annata successiva con la stessa società: al termine del campionato 2020-21 annuncia il suo ritiro dall'attività agonistica.

## Palmarès

### Club
- Challenge Cup: 1

2009-10
- Coppa Italia di Serie A2: 1

2018-19